# 1985 a tudományban
Az 1985 a tudományban és a technikában.

## Felfedezés
- szeptember 1. – Egy amerikai-francia kutatócsoport megtalálja az RMS Titanic roncsait.

## Orvostudomány
- február 19. – William Schroeder az első ember, aki mesterséges szívvel elhagyhatja a kórházat.
- március 4. – A Food and Drug Administration (FDA) bejegyzi az AIDS fertőzésre szűrő vértesztet.

## Technika
- Műholdakat használnak a hajók, a repülők és a rakéták mozgásának irányítására és ellenőrzésére.
- Az USA elindítja 1,4 milliárd dollár költségvetéssel a Föld körüli térbe telepített atomrakéta-elhárító rendszert (SDI-program).
- Európában piacra kerülnek az első katalizátoros autók.

## Díjak
- Kiotó-díj
  - Matematika: Claude Shannon
  - Elektronika: Kálmán Rudolf Emil
- Nobel-díj
  - Fizikai Nobel-díj: Klaus von Klitzing (Németország) „az úgynevezett kvantumos Hall-effektus felfedezéséért”.
  - Fiziológiai és orvostudományi Nobel-díj: Michael Stuart Brown, Joseph L. Goldstein megosztva „a koleszterin anyagcsere rendszerének leírásáért”.
  - Kémiai Nobel-díj: Herbert Hauptman, Jerome Karle „azon matematikai módszerek kifejlesztéséért, amelyekkel a vegyületek kristályain diffrakciót szenvedő röntgensugarak mintázataiból kiszámítható a kémiai vegyületek molekuláris szerkezete”.
  - Közgazdasági Nobel-emlékdíj: Franco Modigliani „a pénzpiacok és a megtakarítási magatartás úttörő elemzéséért”.
- A Royal Society érmei
  - Copley-érem: Aaron Klug
  - Davy-érem: Jack Lewis
  - Hughes-érem: Tony Skyrme
  - Royal-érem: Roger Penrose, John B. Gurdon, John Argyris
  - Sylvester-érem: John Griggs Thompson
- Turing-díj: Richard Karp – a számítási komplexitás elméletéért.
- Wollaston-érem: Gerald Joseph Wasserburg

## Halálozások
- április 20. – Charles Richter amerikai geofizikus és feltaláló (* 1900)
- szeptember 10. – Ernst Öpik észt csillagász és asztrofizikus (* 1893)
- szeptember 6. – Rodney Robert Porter megosztott Nobel-díjas angol biokémikus (* 1917)
- szeptember 7. – Pólya György (George Pólya) magyar matematikus, fizikus és metodológus, a heurisztika kidolgozója (* 1887)
- október 22. – Thomas Townsend Brown amerikai fizikus (* 1905)
- november 24. – Bíró László József magyar feltaláló, nevét legismertebb találmánya, a golyóstoll tette híressé (* 1899)